# Marco Berger

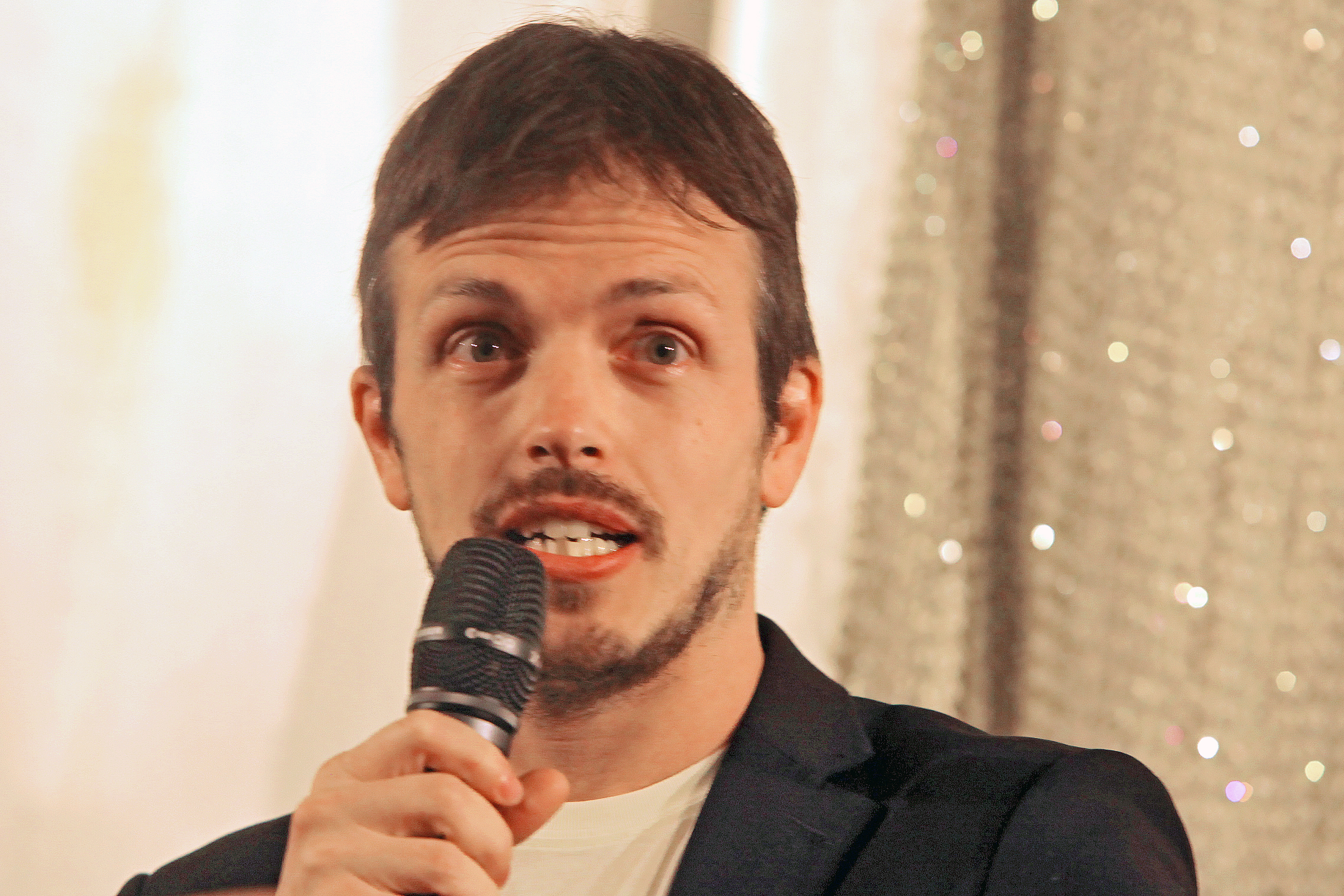
Marco Berger bei der 65. Berlinale im Februar 2015

Marco Berger (* 8. Dezember 1977 in Buenos Aires) ist ein argentinischer Drehbuchautor und Filmregisseur.

## Leben
Berger hat norwegische Vorfahren, und im Jahr 2001 ging er nach Norwegen, um Film zu studieren und hier zu leben. 2005 kehrte er dann nach Argentinien zurück, schrieb sich an der nationalen Filmhochschule FUC Universidad del Cine, Buenos Aires ein und begann zu filmen. Er schloss die Hochschule 2007 mit den beiden Kurzfilmen El reloj und Una última voluntad ab.
Berger lebt offen homosexuell.

## Werk
In seinen Filmen thematisiert Berger homosexuelle Beziehungen, vor allem zwischen Männern, fühlt sich jedoch nicht dauerhaft auf den Nischenmarkt Homosexuelle Themen festgelegt.
Die Filmzeitschrift Sissy beschreibt in ihrer Dezember 2011-Februar 2012-Ausgabe seinen erforschenden und exakten filmischen Stil im Rahmen der Besprechung des Spielfilms Ausente, mit dem er den Teddy Award bei der Berlinale gewann. Bergers Stärken lägen „... in der Genauigkeit, in welcher der das Aufkeimen von Begierden in Gesten, Blicken und sonstigen unterschwelligen Kommunikationsmitteln nachforscht und zugleich die Strategien zeigt, mit welchem das eigene Verlangen in Schach gehalten wird.“
Im 2013 erschienenen und über die Crowdfunding-Plattform Kickstarter finanzierten Spielfilm Hawaii spielen erneut zwei Männer in ihrer emotional-erotischen Annäherung die Hauptrollen. Für seinen Film Mariposa, den er 2014 drehen wollte, plante Berger einen heterosexuellen Handlungsverlauf.

## Filmografie (Auswahl)
- 2008: El reloj (Kurzfilm)
- 2008: Una última voluntad (Kurzfilm)
- 2009: Plan B
- 2010: Platero (Kurzfilm); veröffentlicht in der Kurzfilmsammlung Cinco
- 2011: Ausente
- 2012: Tensión sexual, Volumen 1: Volátil (dt. Titel: Flüchtige Blicke); Kurzfilmsammlung
- 2013: Tensión sexual, Volumen 2: Violetas (als Co-Regisseur); Kurzfilmsammlung
- 2013: Hawaii
- 2016: Taekwondo
- 2019: Un rubio
- 2020: El Cazador
- 2021: Gualeguaychú: El país del carnaval (Dokumentation)
- 2024: Los amantes astronautas

## Auszeichnungen
- Berger erhielt 2011 auf der Berlinale für seinen Film Ausente den Teddy Award.[5]